# Кокошиње
Кокошиње (мкд. Кокошиње) је насеље у Северној Македонији, у северном делу државе. Кокошиње припада општини Куманово.

## Географија
Кокошиње је смештено у северном делу Северне Македоније. Од најближег града, Куманова, село је удаљено 28 km југоисточно.
Насеље Кокошиње се налази у историјској области Средорек. Село је смештено на западним падинама планине Манговице, на приближно 630 метара надморске висине. Западно од насеља пружа се поље.
Месна клима је континентална.

## Историја
Српска народна школа је отворена у Кокошињу још 1867. године, да би после кратког прекида, наставила рад почетком 1890. године. Њен рад се усталио од 1893. године, а школска зграда се налазила у црквеној порти. Школске књиге писане на старосрпским наречјем донете су из Цариграда.
Пописано је у селу фебруара 1896. године 90 српских кућа.
Прослављен је 1904. године Савиндан у Кокошињу. У храму су служили браћа свештеници Алексићи - поп Петруш и протојереј поп Јован. Црквени тутор је био тада старац Арса Бошковић. Заузимањем Црквено-школског одбора основан је школски фонд, од скупљених прилога.. После Илинданског устанка 1904. године цело село прешло је под владавину бугарског егзархата.
У месту је крајем 1903. године постављен за учитеља Јован Цветковић из Куманова. Дошао је 1904. године пред то село бугарски околијски војвода комита Бабата, са својом групом и убио младог учитеља, са још неколико сељана.
У августу 1904. године чета ВМРО је извршила покољ над мештанима Кокошиња, при чему је убијено 53 мештана. Средином септембра исте године у село је ушла чета на челу са командантом Мишом Развигоровим и убила 8 мештана Кокошиња.

## Становништво
Кокошиње је према последњем попису из 2002. године имало 45 становника.
Већинско становништво у насељу су етнички Македонци (98%), а остало су махом Срби.
Претежна вероисповест месног становништва је православље.